# Đại dịch COVID-19 tại Các Tiểu vương quốc Ả Rập Thống nhất
Trường hợp đầu tiên được xác nhận về đại dịch COVID-19 tại UAE đã được công bố vào ngày 29 tháng 1 năm 2020. Đây là quốc gia đầu tiên ở Trung Đông báo cáo một trường hợp được xác nhận.
Tính đến ngày 21 tháng 11 năm 2023, UAE ghi nhận 1,067,030 trường hợp mắc COVID-19 và 2,349 trường hợp tử vong.

## Dòng thời gian
| COVID-19 tại Các Tiểu vương quốc Ả Rập Thống nhất () Tử vong Hồi phục Đang điều trị 202020212022Thg 1Thg 2Thg 3Thg 4Thg 5Thg 6Thg 7Thg 8Thg 9Thg 10Thg 11Thg 12Thg 1Thg 2Thg 3Thg 4Thg 5Thg 6Thg 7Thg 8Thg 9Thg 10Thg 11Thg 12Thg 115 ngày gần nhất15 ngày gần nhất | COVID-19 tại Các Tiểu vương quốc Ả Rập Thống nhất () Tử vong Hồi phục Đang điều trị 202020212022Thg 1Thg 2Thg 3Thg 4Thg 5Thg 6Thg 7Thg 8Thg 9Thg 10Thg 11Thg 12Thg 1Thg 2Thg 3Thg 4Thg 5Thg 6Thg 7Thg 8Thg 9Thg 10Thg 11Thg 12Thg 115 ngày gần nhất15 ngày gần nhất | COVID-19 tại Các Tiểu vương quốc Ả Rập Thống nhất () Tử vong Hồi phục Đang điều trị 202020212022Thg 1Thg 2Thg 3Thg 4Thg 5Thg 6Thg 7Thg 8Thg 9Thg 10Thg 11Thg 12Thg 1Thg 2Thg 3Thg 4Thg 5Thg 6Thg 7Thg 8Thg 9Thg 10Thg 11Thg 12Thg 115 ngày gần nhất15 ngày gần nhất | COVID-19 tại Các Tiểu vương quốc Ả Rập Thống nhất () Tử vong Hồi phục Đang điều trị 202020212022Thg 1Thg 2Thg 3Thg 4Thg 5Thg 6Thg 7Thg 8Thg 9Thg 10Thg 11Thg 12Thg 1Thg 2Thg 3Thg 4Thg 5Thg 6Thg 7Thg 8Thg 9Thg 10Thg 11Thg 12Thg 115 ngày gần nhất15 ngày gần nhất | COVID-19 tại Các Tiểu vương quốc Ả Rập Thống nhất () Tử vong Hồi phục Đang điều trị 202020212022Thg 1Thg 2Thg 3Thg 4Thg 5Thg 6Thg 7Thg 8Thg 9Thg 10Thg 11Thg 12Thg 1Thg 2Thg 3Thg 4Thg 5Thg 6Thg 7Thg 8Thg 9Thg 10Thg 11Thg 12Thg 115 ngày gần nhất15 ngày gần nhất |
| --- | --- | --- | --- | --- |
| Ngày | Ngày | | Ca nhiễm | Tử vong |
| 2020-01-29 | 2020-01-29 | | 4(n.a.) | |
| 2020-01-30 | 2020-01-30 | | 4(=) | |
| 2020-01-31 | 2020-01-31 | | 5(+25%) | |
| ⋮ | ⋮ | | 5(=) | |
| 2020-02-08 | 2020-02-08 | | 7(+40%) | |
| 2020-02-09 | 2020-02-09 | | 7(=) | |
| 2020-02-10 | 2020-02-10 | | 8(+14%) | |
| ⋮ | ⋮ | | 8(=) | |
| 2020-02-14 | 2020-02-14 | | 8(=) | |
| 2020-02-15 | 2020-02-15 | | 8(=) | |
| 2020-02-16 | 2020-02-16 | | 9(+12%) | |
| ⋮ | ⋮ | | 9(=) | |
| 2020-02-21 | 2020-02-21 | | 11(+22%) | |
| 2020-02-22 | 2020-02-22 | | 13(+18%) | |
| ⋮ | ⋮ | | 13(=) | |
| 2020-02-27 | 2020-02-27 | | 19(+46%) | |
| 2020-02-28 | 2020-02-28 | | 21(+11%) | |
| ⋮ | ⋮ | | 21(=) | |
| 2020-03-03 | 2020-03-03 | | 27(+29%) | |
| 2020-03-04 | 2020-03-04 | | 29(+7,4%) | |
| 2020-03-05 | 2020-03-05 | | 30(+3,4%) | |
| 2020-03-06 | 2020-03-06 | | 30(=) | |
| 2020-03-07 | 2020-03-07 | | 45(+50%) | |
| 2020-03-08 | 2020-03-08 | | 45(=) | |
| 2020-03-09 | 2020-03-09 | | 59(+31%) | |
| 2020-03-10 | 2020-03-10 | | 74(+25%) | |
| 2020-03-11 | 2020-03-11 | | 74(=) | |
| 2020-03-12 | 2020-03-12 | | 85(+15%) | |
| 2020-03-13 | 2020-03-13 | | 85(=) | |
| 2020-03-14 | 2020-03-14 | | 86(+1,2%) | |
| 2020-03-15 | 2020-03-15 | | 98(+14%) | |
| ⋮ | ⋮ | | 98(=) | |
| 2020-03-18 | 2020-03-18 | | 113(+15%) | |
| 2020-03-19 | 2020-03-19 | | 140(+24%) | |
| 2020-03-20 | 2020-03-20 | | 140(=) | |
| 2020-03-21 | 2020-03-21 | | 153(+9,3%) | 2(n.a.) |
| 2020-03-22 | 2020-03-22 | | 153(=) | 2(=) |
| 2020-03-23 | 2020-03-23 | | 198(+29%) | 2(=) |
| 2020-03-24 | 2020-03-24 | | 248(+25%) | 2(=) |
| 2020-03-25 | 2020-03-25 | | 333(+34%) | 2(=) |
| 2020-03-26 | 2020-03-26 | | 333(=) | 2(=) |
| 2020-03-27 | 2020-03-27 | | 405(+22%) | 2(=) |
| 2020-03-28 | 2020-03-28 | | 468(+16%) | 2(=) |
| 2020-03-29 | 2020-03-29 | | 570(+22%) | 3(+50%) |
| 2020-03-30 | 2020-03-30 | | 611(+7,2%) | 5(+67%) |
| 2020-03-31 | 2020-03-31 | | 664(+8,7%) | 6(+20%) |
| 2020-04-01 | 2020-04-01 | | 814(+23%) | 8(+33%) |
| 2020-04-02 | 2020-04-02 | | 1.024(+26%) | 8(=) |
| 2020-04-03 | 2020-04-03 | | 1.264(+23%) | 9(+12%) |
| 2020-04-04 | 2020-04-04 | | 1.505(+19%) | 10(+11%) |
| 2020-04-05 | 2020-04-05 | | 1.799(+20%) | 10(=) |
| 2020-04-06 | 2020-04-06 | | 2.076(+15%) | 11(+10%) |
| 2020-04-07 | 2020-04-07 | | 2.359(+14%) | 12(+9,1%) |
| 2020-04-08 | 2020-04-08 | | 2.659(+13%) | 12(=) |
| 2020-04-09 | 2020-04-09 | | 2.990(+12%) | 14(+17%) |
| 2020-04-10 | 2020-04-10 | | 3.360(+12%) | 16(+14%) |
| 2020-04-11 | 2020-04-11 | | 3.736(+11%) | 20(+25%) |
| 2020-04-12 | 2020-04-12 | | 4.123(+10%) | 22(+10%) |
| 2020-04-13 | 2020-04-13 | | 4.521(+9,7%) | 25(+14%) |
| 2020-04-14 | 2020-04-14 | | 4.933(+9,1%) | 28(+12%) |
| 2020-04-15 | 2020-04-15 | | 5.365(+8,8%) | 33(+18%) |
| 2020-04-16 | 2020-04-16 | | 5.825(+8,6%) | 35(+6,1%) |
| 2020-04-17 | 2020-04-17 | | 6.302(+8,2%) | 37(+5,7%) |
| 2020-04-18 | 2020-04-18 | | 6.302(=) | 37(=) |
| 2020-04-19 | 2020-04-19 | | 6.781(+7,6%) | 41(+11%) |
| 2020-04-20 | 2020-04-20 | | 7.265(+7,1%) | 43(+4,9%) |
| 2020-04-21 | 2020-04-21 | | 7.755(+6,7%) | 46(+7%) |
| 2020-04-22 | 2020-04-22 | | 8.238(+6,2%) | 52(+13%) |
| 2020-04-23 | 2020-04-23 | | 8.756(+6,3%) | 56(+7,7%) |
| 2020-04-24 | 2020-04-24 | | 9.281(+6%) | 64(+14%) |
| 2020-04-25 | 2020-04-25 | | 9.813(+5,7%) | 71(+11%) |
| 2020-04-26 | 2020-04-26 | | 10.349(+5,5%) | 76(+7%) |
| 2020-04-27 | 2020-04-27 | | 10.839(+4,7%) | 82(+7,9%) |
| 2020-04-28 | 2020-04-28 | | 11.380(+5%) | 89(+8,5%) |
| 2020-04-29 | 2020-04-29 | | 11.929(+4,8%) | 98(+10%) |
| 2020-04-30 | 2020-04-30 | | 12.481(+4,6%) | 105(+7,1%) |
| 2020-05-01 | 2020-05-01 | | 13.038(+4,5%) | 111(+5,7%) |
| 2020-05-02 | 2020-05-02 | | 13.599(+4,3%) | 119(+7,2%) |
| 2020-05-03 | 2020-05-03 | | 14.163(+4,1%) | 126(+5,9%) |
| 2020-05-04 | 2020-05-04 | | 14.730(+4%) | 137(+8,7%) |
| 2020-05-05 | 2020-05-05 | | 15.192(+3,1%) | 146(+6,6%) |
| 2020-05-06 | 2020-05-06 | | 15.738(+3,6%) | 157(+7,5%) |
| 2020-05-07 | 2020-05-07 | | 16.240(+3,2%) | 165(+5,1%) |
| 2020-05-08 | 2020-05-08 | | 16.793(+3,4%) | 174(+5,5%) |
| 2020-05-09 | 2020-05-09 | | 17.417(+3,7%) | 185(+6,3%) |
| 2020-05-10 | 2020-05-10 | | 18.198(+4,5%) | 198(+7%) |
| 2020-05-11 | 2020-05-11 | | 18.878(+3,7%) | 201(+1,5%) |
| 2020-05-12 | 2020-05-12 | | 19.661(+4,1%) | 203(+1%) |
| 2020-05-13 | 2020-05-13 | | 20.386(+3,7%) | 206(+1,5%) |
| 2020-05-14 | 2020-05-14 | | 21.084(+3,4%) | 208(+0,97%) |
| 2020-05-15 | 2020-05-15 | | 21.831(+3,5%) | 210(+0,96%) |
| 2020-05-16 | 2020-05-16 | | 22.627(+3,6%) | 214(+1,9%) |
| 2020-05-17 | 2020-05-17 | | 23.358(+3,2%) | 220(+2,8%) |
| 2020-05-18 | 2020-05-18 | | 24.190(+3,6%) | 224(+1,8%) |
| 2020-05-19 | 2020-05-19 | | 25.063(+3,6%) | 227(+1,3%) |
| 2020-05-20 | 2020-05-20 | | 26.004(+3,8%) | 233(+2,6%) |
| 2020-05-21 | 2020-05-21 | | 26.898(+3,4%) | 237(+1,7%) |
| 2020-05-22 | 2020-05-22 | | 27.892(+3,7%) | 241(+1,7%) |
| 2020-05-23 | 2020-05-23 | | 28.704(+2,9%) | 244(+1,2%) |
| 2020-05-24 | 2020-05-24 | | 29.485(+2,7%) | 245(+0,41%) |
| 2020-05-25 | 2020-05-25 | | 30.307(+2,8%) | 248(+1,2%) |
| 2020-05-26 | 2020-05-26 | | 31.086(+2,6%) | 253(+2%) |
| 2020-05-27 | 2020-05-27 | | 31.969(+2,8%) | 255(+0,79%) |
| 2020-05-28 | 2020-05-28 | | 32.532(+1,8%) | 258(+1,2%) |
| 2020-05-29 | 2020-05-29 | | 33.170(+2%) | 260(+0,78%) |
| 2020-05-30 | 2020-05-30 | | 33.896(+2,2%) | 262(+0,77%) |
| 2020-05-31 | 2020-05-31 | | 34.557(+2%) | 264(+0,76%) |
| 2020-06-01 | 2020-06-01 | | 35.192(+1,8%) | 266(+0,76%) |
| 2020-06-02 | 2020-06-02 | | 35.788(+1,7%) | 269(+1,1%) |
| 2020-06-03 | 2020-06-03 | | 36.359(+1,6%) | 270(+0,37%) |
| 2020-06-04 | 2020-06-04 | | 37.018(+1,8%) | 273(+1,1%) |
| 2020-06-05 | 2020-06-05 | | 37.642(+1,7%) | 274(+0,37%) |
| 2020-06-06 | 2020-06-06 | | 38.268(+1,7%) | 275(+0,36%) |
| 2020-06-07 | 2020-06-07 | | 38.808(+1,4%) | 276(+0,36%) |
| 2020-06-08 | 2020-06-08 | | 39.376(+1,5%) | 281(+1,8%) |
| 2020-06-09 | 2020-06-09 | | 39.904(+1,3%) | 283(+0,71%) |
| 2020-06-10 | 2020-06-10 | | 40.507(+1,5%) | 284(+0,35%) |
| 2020-06-11 | 2020-06-11 | | 40.986(+1,2%) | 286(+0,7%) |
| 2020-06-12 | 2020-06-12 | | 41.499(+1,3%) | 287(+0,35%) |
| 2020-06-13 | 2020-06-13 | | 41.990(+1,2%) | 288(+0,35%) |
| 2020-06-14 | 2020-06-14 | | 42.294(+0,72%) | 289(+0,35%) |
| 2020-06-15 | 2020-06-15 | | 42.636(+0,81%) | 291(+0,69%) |
| 2020-06-16 | 2020-06-16 | | 42.982(+0,81%) | 293(+0,69%) |
| 2020-06-17 | 2020-06-17 | | 43.364(+0,89%) | 295(+0,68%) |
| 2020-06-18 | 2020-06-18 | | 43.752(+0,89%) | 298(+1%) |
| 2020-06-19 | 2020-06-19 | | 44.145(+0,9%) | 300(+0,67%) |
| 2020-06-20 | 2020-06-20 | | 44.533(+0,88%) | 301(+0,33%) |
| 2020-06-21 | 2020-06-21 | | 44.925(+0,88%) | 302(+0,33%) |
| 2020-06-22 | 2020-06-22 | | 45.303(+0,84%) | 303(+0,33%) |
| 2020-06-23 | 2020-06-23 | | 45.683(+0,84%) | 305(+0,66%) |
| 2020-06-24 | 2020-06-24 | | 46.133(+0,99%) | 307(+0,66%) |
| 2020-06-25 | 2020-06-25 | | 46.563(+0,93%) | 308(+0,33%) |
| 2020-06-26 | 2020-06-26 | | 46.973(+0,88%) | 310(+0,65%) |
| 2020-06-27 | 2020-06-27 | | 47.360(+0,82%) | 311(+0,32%) |
| 2020-06-28 | 2020-06-28 | | 47.797(+0,92%) | 313(+0,64%) |
| 2020-06-29 | 2020-06-29 | | 48.246(+0,94%) | 314(+0,32%) |
| 2020-06-30 | 2020-06-30 | | 48.667(+0,87%) | 315(+0,32%) |
| 2020-07-01 | 2020-07-01 | | 49.069(+0,83%) | 316(+0,32%) |
| 2020-07-02 | 2020-07-02 | | 49.469(+0,82%) | 317(+0,32%) |
| 2020-07-03 | 2020-07-03 | | 50.141(+1,4%) | 318(+0,32%) |
| 2020-07-04 | 2020-07-04 | | 50.857(+1,4%) | 321(+0,94%) |
| 2020-07-05 | 2020-07-05 | | 51.540(+1,3%) | 323(+0,62%) |
| 2020-07-06 | 2020-07-06 | | 52.068(+1%) | 324(+0,31%) |
| 2020-07-07 | 2020-07-07 | | 52.600(+1%) | 326(+0,62%) |
| 2020-07-08 | 2020-07-08 | | 53.045(+0,85%) | 327(+0,31%) |
| 2020-07-09 | 2020-07-09 | | 53.577(+1%) | 328(+0,31%) |
| 2020-07-10 | 2020-07-10 | | 54.050(+0,88%) | 330(+0,61%) |
| 2020-07-11 | 2020-07-11 | | 54.453(+0,75%) | 331(+0,3%) |
| 2020-07-12 | 2020-07-12 | | 54.854(+0,74%) | 333(+0,6%) |
| 2020-07-13 | 2020-07-13 | | 55.198(+0,63%) | 334(+0,3%) |
| 2020-07-14 | 2020-07-14 | | 55.573(+0,68%) | 335(+0,3%) |
| 2020-07-15 | 2020-07-15 | | 55.848(+0,49%) | 335(=) |
| 2020-07-16 | 2020-07-16 | | 56.129(+0,5%) | 335(=) |
| 2020-07-17 | 2020-07-17 | | 56.422(+0,52%) | 337(+0,6%) |
| 2020-07-18 | 2020-07-18 | | 56.711(+0,51%) | 338(+0,3%) |
| 2020-07-19 | 2020-07-19 | | 56.922(+0,37%) | 339(+0,3%) |
| 2020-07-20 | 2020-07-20 | | 57.193(+0,48%) | 340(+0,29%) |
| 2020-07-21 | 2020-07-21 | | 57.498(+0,53%) | 341(+0,29%) |
| 2020-07-22 | 2020-07-22 | | 57.734(+0,41%) | 342(+0,29%) |
| 2020-07-23 | 2020-07-23 | | 57.988(+0,44%) | 342(=) |
| 2020-07-24 | 2020-07-24 | | 58.249(+0,45%) | 343(+0,29%) |
| 2020-07-25 | 2020-07-25 | | 58.562(+0,54%) | 343(=) |
| 2020-07-26 | 2020-07-26 | | 58.913(+0,6%) | 344(+0,29%) |
| 2020-07-27 | 2020-07-27 | | 59.177(+0,45%) | 345(+0,29%) |
| 2020-07-28 | 2020-07-28 | | 59.546(+0,62%) | 347(+0,58%) |
| 2020-07-29 | 2020-07-29 | | 59.921(+0,63%) | 347(=) |
| 2020-07-30 | 2020-07-30 | | 60.223(+0,5%) | 349(+0,58%) |
| 2020-07-31 | 2020-07-31 | | 60.506(+0,47%) | 351(+0,57%) |
| 2020-08-01 | 2020-08-01 | | 60.760(+0,42%) | 351(=) |
| 2020-08-02 | 2020-08-02 | | 60.999(+0,39%) | 351(=) |
| 2020-08-03 | 2020-08-03 | | 61.163(+0,27%) | 351(=) |
| 2020-08-04 | 2020-08-04 | | 61.352(+0,31%) | 351(=) |
| 2020-08-05 | 2020-08-05 | | 61.606(+0,41%) | 353(+0,57%) |
| 2020-08-06 | 2020-08-06 | | 61.845(+0,39%) | 354(+0,28%) |
| 2020-08-07 | 2020-08-07 | | 62.061(+0,35%) | 356(+0,56%) |
| 2020-08-08 | 2020-08-08 | | 62.300(+0,39%) | 356(=) |
| 2020-08-09 | 2020-08-09 | | 62.525(+0,36%) | 357(+0,28%) |
| 2020-08-10 | 2020-08-10 | | 62.704(+0,29%) | 357(=) |
| 2020-08-11 | 2020-08-11 | | 62.966(+0,42%) | 358(+0,28%) |
| 2020-08-12 | 2020-08-12 | | 63.212(+0,39%) | 358(=) |
| 2020-08-13 | 2020-08-13 | | 63.489(+0,44%) | 358(=) |
| 2020-08-14 | 2020-08-14 | | 63.819(+0,52%) | 359(+0,28%) |
| 2020-08-15 | 2020-08-15 | | 64.102(+0,44%) | 361(+0,56%) |
| 2020-08-16 | 2020-08-16 | | 64.312(+0,33%) | 364(+0,83%) |
| 2020-08-17 | 2020-08-17 | | 64.541(+0,36%) | 364(=) |
| 2020-08-18 | 2020-08-18 | | 64.906(+0,57%) | 366(+0,55%) |
| 2020-08-19 | 2020-08-19 | | 65.341(+0,67%) | 367(+0,27%) |
| 2020-08-20 | 2020-08-20 | | 65.802(+0,71%) | 369(+0,54%) |
| 2020-08-21 | 2020-08-21 | | 66.193(+0,59%) | 370(+0,27%) |
| 2020-08-22 | 2020-08-22 | | 66.617(+0,64%) | 372(+0,54%) |
| 2020-08-23 | 2020-08-23 | | 67.007(+0,59%) | 375(+0,81%) |
| 2020-08-24 | 2020-08-24 | | 67.282(+0,41%) | 376(+0,27%) |
| 2020-08-25 | 2020-08-25 | | 67.621(+0,5%) | 377(+0,27%) |
| 2020-08-26 | 2020-08-26 | | 68.020(+0,59%) | 378(+0,27%) |
| 2020-08-27 | 2020-08-27 | | 68.511(+0,72%) | 378(=) |
| 2020-08-28 | 2020-08-28 | | 68.901(+0,57%) | 379(+0,26%) |
| 2020-08-29 | 2020-08-29 | | 69.328(+0,62%) | 379(=) |
| 2020-08-30 | 2020-08-30 | | 69.690(+0,52%) | 382(+0,79%) |
| 2020-08-31 | 2020-08-31 | | 70.231(+0,78%) | 384(+0,52%) |
| 2020-09-01 | 2020-09-01 | | 70.805(+0,82%) | 384(=) |
| 2020-09-02 | 2020-09-02 | | 71.540(+1%) | 387(+0,78%) |
| 2020-09-03 | 2020-09-03 | | 72.154(+0,86%) | 387(=) |
| 2020-09-04 | 2020-09-04 | | 72.766(+0,85%) | 387(=) |
| 2020-09-05 | 2020-09-05 | | 73.471(+0,97%) | 388(+0,26%) |
| 2020-09-06 | 2020-09-06 | | 73.984(+0,7%) | 388(=) |
| 2020-09-07 | 2020-09-07 | | 74.454(+0,64%) | 390(+0,52%) |
| 2020-09-08 | 2020-09-08 | | 75.098(+0,86%) | 391(+0,26%) |
| 2020-09-09 | 2020-09-09 | | 75.981(+1,2%) | 393(+0,51%) |
| 2020-09-10 | 2020-09-10 | | 76.911(+1,2%) | 398(+1,3%) |
| 2020-09-11 | 2020-09-11 | | 77.842(+1,2%) | 398(=) |
| 2020-09-12 | 2020-09-12 | | 78.849(+1,3%) | 399(+0,25%) |
| 2020-09-13 | 2020-09-13 | | 79.489(+0,81%) | 399(=) |
| 2020-09-14 | 2020-09-14 | | 80.266(+0,98%) | 399(=) |
| 2020-09-15 | 2020-09-15 | | 80.940(+0,84%) | 401(+0,5%) |
| 2020-09-16 | 2020-09-16 | | 81.782(+1%) | 402(+0,25%) |
| 2020-09-17 | 2020-09-17 | | 82.568(+0,96%) | 402(=) |
| 2020-09-18 | 2020-09-18 | | 83.433(+1%) | 403(+0,25%) |
| 2020-09-19 | 2020-09-19 | | 84.242(+0,97%) | 404(+0,25%) |
| 2020-09-20 | 2020-09-20 | | 84.916(+0,8%) | 404(=) |
| 2020-09-21 | 2020-09-21 | | 85.595(+0,8%) | 405(+0,25%) |
| 2020-09-22 | 2020-09-22 | | 86.447(+1%) | 405(=) |
| 2020-09-23 | 2020-09-23 | | 87.530(+1,3%) | 406(+0,25%) |
| 2020-09-24 | 2020-09-24 | | 88.532(+1,1%) | 407(+0,25%) |
| 2020-09-25 | 2020-09-25 | | 89.540(+1,1%) | 409(+0,49%) |
| 2020-09-26 | 2020-09-26 | | 90.618(+1,2%) | 411(+0,49%) |
| 2020-09-27 | 2020-09-27 | | 91.469(+0,94%) | 412(+0,24%) |
| 2020-09-28 | 2020-09-28 | | 92.095(+0,68%) | 413(+0,24%) |
| 2020-09-29 | 2020-09-29 | | 93.090(+1,1%) | 416(+0,73%) |
| 2020-09-30 | 2020-09-30 | | 94.190(+1,2%) | 419(+0,72%) |
| 2020-10-01 | 2020-10-01 | | 95.348(+1,2%) | 421(+0,48%) |
| 2020-10-02 | 2020-10-02 | | 96.529(+1,2%) | 424(+0,71%) |
| 2020-10-03 | 2020-10-03 | | 97.760(+1,3%) | 426(+0,47%) |
| 2020-10-04 | 2020-10-04 | | 98.801(+1,1%) | 426(=) |
| 2020-10-05 | 2020-10-05 | | 99.733(+0,94%) | 429(+0,7%) |
| 2020-10-06 | 2020-10-06 | | 100.794(+1,1%) | 435(+1,4%) |
| 2020-10-07 | 2020-10-07 | | 101.840(+1%) | 436(+0,23%) |
| 2020-10-08 | 2020-10-08 | | 102.929(+1,1%) | 438(+0,46%) |
| 2020-10-09 | 2020-10-09 | | 104.004(+1%) | 442(+0,91%) |
| 2020-10-10 | 2020-10-10 | | 105.133(+1,1%) | 443(+0,23%) |
| 2020-10-11 | 2020-10-11 | | 106.229(+1%) | 445(+0,45%) |
| 2020-10-12 | 2020-10-12 | | 107.293(+1%) | 446(+0,22%) |
| 2020-10-13 | 2020-10-13 | | 108.608(+1,2%) | 448(+0,45%) |
| 2020-10-14 | 2020-10-14 | | 110.039(+1,3%) | 450(+0,45%) |
| 2020-10-15 | 2020-10-15 | | 111.437(+1,3%) | 452(+0,44%) |
| 2020-10-16 | 2020-10-16 | | 112.849(+1,3%) | 455(+0,66%) |
| 2020-10-17 | 2020-10-17 | | 114.387(+1,4%) | 459(+0,88%) |
| 2020-10-18 | 2020-10-18 | | 115.602(+1,1%) | 463(+0,87%) |
| 2020-10-19 | 2020-10-19 | | 116.517(+0,79%) | 466(+0,65%) |
| 2020-10-20 | 2020-10-20 | | 117.594(+0,92%) | 470(+0,86%) |
| 2020-10-21 | 2020-10-21 | | 119.132(+1,3%) | 472(+0,43%) |
| 2020-10-22 | 2020-10-22 | | 120.710(+1,3%) | 474(+0,42%) |
| 2020-10-23 | 2020-10-23 | | 122.273(+1,3%) | 475(+0,21%) |
| 2020-10-24 | 2020-10-24 | | 123.764(+1,2%) | 475(=) |
| 2020-10-25 | 2020-10-25 | | 125.123(+1,1%) | 477(+0,42%) |
| 2020-10-26 | 2020-10-26 | | 126.234(+0,89%) | 480(+0,63%) |
| 2020-10-27 | 2020-10-27 | | 127.624(+1,1%) | 482(+0,42%) |
| 2020-10-28 | 2020-10-28 | | 129.024(+1,1%) | 485(+0,62%) |
| 2020-10-29 | 2020-10-29 | | 130.336(+1%) | 488(+0,62%) |
| 2020-10-30 | 2020-10-30 | | 131.508(+0,9%) | 490(+0,41%) |
| 2020-10-31 | 2020-10-31 | | 132.629(+0,85%) | 495(+1%) |
| 2020-11-01 | 2020-11-01 | | 133.907(+0,96%) | 496(+0,2%) |
| 2020-11-02 | 2020-11-02 | | 135.141(+0,92%) | 497(+0,2%) |
| 2020-11-03 | 2020-11-03 | | 136.149(+0,75%) | 503(+1,2%) |
| 2020-11-04 | 2020-11-04 | | 137.310(+0,85%) | 505(+0,4%) |
| 2020-11-05 | 2020-11-05 | | 138.599(+0,94%) | 508(+0,59%) |
| 2020-11-06 | 2020-11-06 | | 139.891(+0,93%) | 510(+0,39%) |
| 2020-11-07 | 2020-11-07 | | 141.032(+0,82%) | 514(+0,78%) |
| 2020-11-08 | 2020-11-08 | | 142.143(+0,79%) | 514(=) |
| 2020-11-09 | 2020-11-09 | | 143.289(+0,81%) | 515(+0,19%) |
| 2020-11-10 | 2020-11-10 | | 144.385(+0,76%) | 518(+0,58%) |
| 2020-11-11 | 2020-11-11 | | 145.599(+0,84%) | 520(+0,39%) |
| 2020-11-12 | 2020-11-12 | | 146.735(+0,78%) | 523(+0,58%) |
| 2020-11-13 | 2020-11-13 | | 147.961(+0,84%) | 528(+0,96%) |
| 2020-11-14 | 2020-11-14 | | 149.135(+0,79%) | 528(=) |
| 2020-11-15 | 2020-11-15 | | 150.345(+0,81%) | 530(+0,38%) |
| 2020-11-16 | 2020-11-16 | | 151.554(+0,8%) | 534(+0,75%) |
| 2020-11-17 | 2020-11-17 | | 152.809(+0,83%) | 538(+0,75%) |
| 2020-11-18 | 2020-11-18 | | 154.101(+0,85%) | 542(+0,74%) |
| 2020-11-19 | 2020-11-19 | | 155.254(+0,75%) | 544(+0,37%) |
| 2020-11-20 | 2020-11-20 | | 156.523(+0,82%) | 547(+0,55%) |
| 2020-11-21 | 2020-11-21 | | 157.785(+0,81%) | 548(+0,18%) |
| 2020-11-22 | 2020-11-22 | | 158.990(+0,76%) | 552(+0,73%) |
| 2020-11-23 | 2020-11-23 | | 160.055(+0,67%) | 554(+0,36%) |
| 2020-11-24 | 2020-11-24 | | 161.365(+0,82%) | 559(+0,9%) |
| 2020-11-25 | 2020-11-25 | | 162.662(+0,8%) | 563(+0,72%) |
| 2020-11-26 | 2020-11-26 | | 163.967(+0,8%) | 564(+0,18%) |
| 2020-11-27 | 2020-11-27 | | 165.250(+0,78%) | 567(+0,53%) |
| 2020-11-28 | 2020-11-28 | | 166.502(+0,76%) | 569(+0,35%) |
| 2020-11-29 | 2020-11-29 | | 167.753(+0,75%) | 570(+0,18%) |
| 2020-11-30 | 2020-11-30 | | 168.860(+0,66%) | 572(+0,35%) |
| 2020-12-01 | 2020-12-01 | | 170.149(+0,76%) | 576(+0,7%) |
| 2020-12-02 | 2020-12-02 | | 171.434(+0,76%) | 580(+0,69%) |
| 2020-12-03 | 2020-12-03 | | 172.751(+0,77%) | 585(+0,86%) |
| 2020-12-04 | 2020-12-04 | | 174.062(+0,76%) | 586(+0,17%) |
| 2020-12-05 | 2020-12-05 | | 175.276(+0,7%) | 589(+0,51%) |
| 2020-12-06 | 2020-12-06 | | 176.429(+0,66%) | 592(+0,51%) |
| 2020-12-07 | 2020-12-07 | | 177.577(+0,65%) | 594(+0,34%) |
| 2020-12-08 | 2020-12-08 | | 178.837(+0,71%) | 596(+0,34%) |
| 2020-12-09 | 2020-12-09 | | 180.150(+0,73%) | 598(+0,34%) |
| 2020-12-10 | 2020-12-10 | | 181.405(+0,7%) | 602(+0,67%) |
| 2020-12-11 | 2020-12-11 | | 182.601(+0,66%) | 607(+0,83%) |
| 2020-12-12 | 2020-12-12 | | 183.755(+0,63%) | 609(+0,33%) |
| 2020-12-13 | 2020-12-13 | | 184.949(+0,65%) | 617(+1,3%) |
| 2020-12-14 | 2020-12-14 | | 186.041(+0,59%) | 618(+0,16%) |
| 2020-12-15 | 2020-12-15 | | 187.267(+0,66%) | 622(+0,65%) |
| 2020-12-16 | 2020-12-16 | | 188.545(+0,68%) | 626(+0,64%) |
| 2020-12-17 | 2020-12-17 | | 189.899(+0,72%) | 629(+0,48%) |
| 2020-12-18 | 2020-12-18 | | 191.150(+0,66%) | 630(+0,16%) |
| 2020-12-19 | 2020-12-19 | | 192.404(+0,66%) | 634(+0,63%) |
| 2020-12-20 | 2020-12-20 | | 193.575(+0,61%) | 637(+0,47%) |
| 2020-12-21 | 2020-12-21 | | 194.652(+0,56%) | 639(+0,31%) |
| 2020-12-22 | 2020-12-22 | | 195.878(+0,63%) | 642(+0,47%) |
| 2020-12-23 | 2020-12-23 | | 197.124(+0,64%) | 645(+0,47%) |
| 2020-12-24 | 2020-12-24 | | 198.435(+0,67%) | 647(+0,31%) |
| 2020-12-25 | 2020-12-25 | | 199.665(+0,62%) | 653(+0,93%) |
| 2020-12-26 | 2020-12-26 | | 200.892(+0,61%) | 655(+0,31%) |
| 2020-12-27 | 2020-12-27 | | 201.836(+0,47%) | 657(+0,31%) |
| 2020-12-28 | 2020-12-28 | | 202.863(+0,51%) | 660(+0,46%) |
| 2020-12-29 | 2020-12-29 | | 204.369(+0,74%) | 662(+0,3%) |
| 2020-12-30 | 2020-12-30 | | 206.092(+0,84%) | 665(+0,45%) |
| 2020-12-31 | 2020-12-31 | | 207.822(+0,84%) | 669(+0,6%) |
| 2021-01-01 | 2021-01-01 | | 209.678(+0,89%) | 671(+0,3%) |
| 2021-01-02 | 2021-01-02 | | 211.641(+0,94%) | 674(+0,45%) |
| 2021-01-03 | 2021-01-03 | | 213.231(+0,75%) | 679(+0,74%) |
| 2021-01-04 | 2021-01-04 | | 214.732(+0,7%) | 682(+0,44%) |
| 2021-01-05 | 2021-01-05 | | 216.699(+0,92%) | 685(+0,44%) |
| 2021-01-06 | 2021-01-06 | | 218.766(+0,95%) | 689(+0,58%) |
| 2021-01-07 | 2021-01-07 | | 221.754(+1,4%) | 694(+0,73%) |
| 2021-01-08 | 2021-01-08 | | 224.704(+1,3%) | 697(+0,43%) |
| 2021-01-09 | 2021-01-09 | | 227.702(+1,3%) | 702(+0,72%) |
| 2021-01-10 | 2021-01-10 | | 230.578(+1,3%) | 708(+0,85%) |
| 2021-01-11 | 2021-01-11 | | 232.982(+1%) | 711(+0,42%) |
| 2021-01-12 | 2021-01-12 | | 236.225(+1,4%) | 717(+0,84%) |
| 2021-01-13 | 2021-01-13 | | 239.587(+1,4%) | 723(+0,84%) |
| 2021-01-14 | 2021-01-14 | | 242.969(+1,4%) | 726(+0,41%) |
| 2021-01-15 | 2021-01-15 | | 246.375(+1,4%) | 733(+0,96%) |
| 2021-01-16 | 2021-01-16 | | 249.808(+1,4%) | 740(+0,95%) |
| 2021-01-17 | 2021-01-17 | | 253.261(+1,4%) | 745(+0,68%) |
| 2021-01-18 | 2021-01-18 | | 256.732(+1,4%) | 751(+0,81%) |
| 2021-01-19 | 2021-01-19 | | 260.223(+1,4%) | 756(+0,67%) |
| 2021-01-20 | 2021-01-20 | | 263.729(+1,3%) | 762(+0,79%) |
| 2021-01-21 | 2021-01-21 | | 267.258(+1,3%) | 766(+0,52%) |
| 2021-01-22 | 2021-01-22 | | 270.810(+1,3%) | 776(+1,3%) |
| 2021-01-23 | 2021-01-23 | | 274.376(+1,3%) | 783(+0,9%) |
| 2021-01-24 | 2021-01-24 | | 277.955(+1,3%) | 792(+1,1%) |
| 2021-01-25 | 2021-01-25 | | 281.546(+1,3%) | 798(+0,76%) |
| 2021-01-26 | 2021-01-26 | | 285.147(+1,3%) | 805(+0,88%) |
| 2021-01-27 | 2021-01-27 | | 289.086(+1,4%) | 811(+0,75%) |
| 2021-01-28 | 2021-01-28 | | 293.052(+1,4%) | 819(+0,99%) |
| 2021-01-29 | 2021-01-29 | | 297.014(+1,4%) | 826(+0,85%) |
| 2021-01-30 | 2021-01-30 | | 300.661(+1,2%) | 838(+1,5%) |
| 2021-01-31 | 2021-01-31 | | 303.609(+0,98%) | 850(+1,4%) |
| 2021-02-01 | 2021-02-01 | | 306.339(+0,9%) | 859(+1,1%) |
| 2021-02-02 | 2021-02-02 | | 309.649(+1,1%) | 866(+0,81%) |
| 2021-02-03 | 2021-02-03 | | 313.626(+1,3%) | 878(+1,4%) |
| 2021-02-04 | 2021-02-04 | | 316.875(+1%) | 888(+1,1%) |
| 2021-02-05 | 2021-02-05 | | 320.126(+1%) | 902(+1,6%) |
| 2021-02-06 | 2021-02-06 | | 323.402(+1%) | 914(+1,3%) |
| 2021-02-07 | 2021-02-07 | | 326.495(+0,96%) | 921(+0,77%) |
| 2021-02-08 | 2021-02-08 | | 329.293(+0,86%) | 930(+0,98%) |
| 2021-02-09 | 2021-02-09 | | 332.603(+1%) | 947(+1,8%) |
| 2021-02-10 | 2021-02-10 | | 336.142(+1,1%) | 956(+0,95%) |
| 2021-02-11 | 2021-02-11 | | 339.667(+1%) | 974(+1,9%) |
| 2021-02-12 | 2021-02-12 | | 342.974(+0,97%) | 986(+1,2%) |
| 2021-02-13 | 2021-02-13 | | 345.605(+0,77%) | 1.001(+1,5%) |
| 2021-02-14 | 2021-02-14 | | 348.772(+0,92%) | 1.014(+1,3%) |
| 2021-02-15 | 2021-02-15 | | 351.895(+0,9%) | 1.027(+1,3%) |
| 2021-02-16 | 2021-02-16 | | 355.131(+0,92%) | 1.041(+1,4%) |
| 2021-02-17 | 2021-02-17 | | 358.583(+0,97%) | 1.055(+1,3%) |
| 2021-02-18 | 2021-02-18 | | 361.877(+0,92%) | 1.073(+1,7%) |
| 2021-02-19 | 2021-02-19 | | 365.017(+0,87%) | 1.093(+1,9%) |
| 2021-02-20 | 2021-02-20 | | 368.175(+0,87%) | 1.108(+1,4%) |
| 2021-02-21 | 2021-02-21 | | 370.425(+0,61%) | 1.125(+1,5%) |
| 2021-02-22 | 2021-02-22 | | 372.530(+0,57%) | 1.140(+1,3%) |
| 2021-02-23 | 2021-02-23 | | 375.535(+0,81%) | 1.145(+0,44%) |
| 2021-02-24 | 2021-02-24 | | 378.637(+0,83%) | 1.164(+1,7%) |
| 2021-02-25 | 2021-02-25 | | 381.662(+0,8%) | 1.182(+1,5%) |
| 2021-02-26 | 2021-02-26 | | 385.160(+0,92%) | 1.198(+1,4%) |
| 2021-02-27 | 2021-02-27 | | 388.594(+0,89%) | 1.213(+1,3%) |
| 2021-02-28 | 2021-02-28 | | 391.524(+0,75%) | 1.221(+0,66%) |
| 2021-03-01 | 2021-03-01 | | 394.050(+0,65%) | 1.238(+1,4%) |
| 2021-03-02 | 2021-03-02 | | 396.771(+0,69%) | 1.253(+1,2%) |
| 2021-03-03 | 2021-03-03 | | 399.463(+0,68%) | 1.269(+1,3%) |
| 2021-03-04 | 2021-03-04 | | 402.205(+0,69%) | 1.286(+1,3%) |
| 2021-03-05 | 2021-03-05 | | 405.277(+0,76%) | 1.296(+0,78%) |
| 2021-03-06 | 2021-03-06 | | 408.236(+0,73%) | 1.310(+1,1%) |
| 2021-03-07 | 2021-03-07 | | 410.849(+0,64%) | 1.322(+0,92%) |
| 2021-03-08 | 2021-03-08 | | 413.332(+0,6%) | 1.335(+0,98%) |
| 2021-03-09 | 2021-03-09 | | 415.705(+0,57%) | 1.345(+0,75%) |
| 2021-03-10 | 2021-03-10 | | 417.909(+0,53%) | 1.353(+0,59%) |
| 2021-03-11 | 2021-03-11 | | 419.996(+0,5%) | 1.369(+1,2%) |
| 2021-03-12 | 2021-03-12 | | 422.246(+0,54%) | 1.378(+0,66%) |
| 2021-03-13 | 2021-03-13 | | 424.405(+0,51%) | 1.388(+0,73%) |
| 2021-03-14 | 2021-03-14 | | 426.397(+0,47%) | 1.395(+0,5%) |
| 2021-03-15 | 2021-03-15 | | 428.295(+0,45%) | 1.402(+0,5%) |
| 2021-03-16 | 2021-03-16 | | 430.313(+0,47%) | 1.406(+0,29%) |
| 2021-03-17 | 2021-03-17 | | 432.364(+0,48%) | 1.414(+0,57%) |
| 2021-03-18 | 2021-03-18 | | 434.465(+0,49%) | 1.424(+0,71%) |
| 2021-03-19 | 2021-03-19 | | 436.625(+0,5%) | 1.428(+0,28%) |
| 2021-03-20 | 2021-03-20 | | 438.638(+0,46%) | 1.433(+0,35%) |
| 2021-03-21 | 2021-03-21 | | 440.355(+0,39%) | 1.438(+0,35%) |
| 2021-03-22 | 2021-03-22 | | 442.226(+0,42%) | 1.445(+0,49%) |
| 2021-03-23 | 2021-03-23 | | 444.398(+0,49%) | 1.451(+0,42%) |
| 2021-03-24 | 2021-03-24 | | 446.594(+0,49%) | 1.456(+0,34%) |
| 2021-03-25 | 2021-03-25 | | 448.637(+0,46%) | 1.466(+0,69%) |
| 2021-03-26 | 2021-03-26 | | 450.765(+0,47%) | 1.472(+0,41%) |
| 2021-03-27 | 2021-03-27 | | 453.069(+0,51%) | 1.477(+0,34%) |
| 2021-03-28 | 2021-03-28 | | 455.197(+0,47%) | 1.481(+0,27%) |
| 2021-03-29 | 2021-03-29 | | 457.071(+0,41%) | 1.486(+0,34%) |
| 2021-03-30 | 2021-03-30 | | 459.360(+0,5%) | 1.492(+0,4%) |
| 2021-03-31 | 2021-03-31 | | 461.444(+0,45%) | 1.497(+0,34%) |
| 2021-04-01 | 2021-04-01 | | 463.759(+0,5%) | 1.499(+0,13%) |
| 2021-04-02 | 2021-04-02 | | 465.939(+0,47%) | 1.502(+0,2%) |
| 2021-04-03 | 2021-04-03 | | 468.023(+0,45%) | 1.504(+0,13%) |
| 2021-04-04 | 2021-04-04 | | 470.136(+0,45%) | 1.510(+0,4%) |
| 2021-04-05 | 2021-04-05 | | 472.148(+0,43%) | 1.512(+0,13%) |
| 2021-04-06 | 2021-04-06 | | 474.136(+0,42%) | 1.516(+0,26%) |
| 2021-04-07 | 2021-04-07 | | 476.019(+0,4%) | 1.520(+0,26%) |
| 2021-04-08 | 2021-04-08 | | 478.131(+0,44%) | 1.523(+0,2%) |
| 2021-04-09 | 2021-04-09 | | 480.006(+0,39%) | 1.526(+0,2%) |
| 2021-04-10 | 2021-04-10 | | 481.937(+0,4%) | 1.529(+0,2%) |
| 2021-04-11 | 2021-04-11 | | 483.747(+0,38%) | 1.531(+0,13%) |
| 2021-04-12 | 2021-04-12 | | 485.675(+0,4%) | 1.533(+0,13%) |
| 2021-04-13 | 2021-04-13 | | 487.697(+0,42%) | 1.537(+0,26%) |
| 2021-04-14 | 2021-04-14 | | 489.495(+0,37%) | 1.541(+0,26%) |
| 2021-04-15 | 2021-04-15 | | 491.423(+0,39%) | 1.545(+0,26%) |
| 2021-04-16 | 2021-04-16 | | 493.266(+0,38%) | 1.547(+0,13%) |
| 2021-04-17 | 2021-04-17 | | 495.224(+0,4%) | 1.550(+0,19%) |
| 2021-04-18 | 2021-04-18 | | 497.154(+0,39%) | 1.554(+0,26%) |
| 2021-04-19 | 2021-04-19 | | 498.957(+0,36%) | 1.556(+0,13%) |
| 2021-04-20 | 2021-04-20 | | 500.860(+0,38%) | 1.559(+0,19%) |
| 2021-04-21 | 2021-04-21 | | 502.791(+0,39%) | 1.561(+0,13%) |
| 2021-04-22 | 2021-04-22 | | 504.872(+0,41%) | 1.565(+0,26%) |
| 2021-04-23 | 2021-04-23 | | 506.845(+0,39%) | 1.567(+0,13%) |
| 2021-04-24 | 2021-04-24 | | 508.925(+0,41%) | 1.569(+0,13%) |
| 2021-04-25 | 2021-04-25 | | 510.738(+0,36%) | 1.571(+0,13%) |
| 2021-04-26 | 2021-04-26 | | 512.497(+0,34%) | 1.573(+0,13%) |
| 2021-04-27 | 2021-04-27 | | 514.591(+0,41%) | 1.578(+0,32%) |
| 2021-04-28 | 2021-04-28 | | 516.301(+0,33%) | 1.580(+0,13%) |
| 2021-04-29 | 2021-04-29 | | 518.262(+0,38%) | 1.584(+0,25%) |
| 2021-04-30 | 2021-04-30 | | 520.236(+0,38%) | 1.587(+0,19%) |
| 2021-05-01 | 2021-05-01 | | 521.948(+0,33%) | 1.591(+0,25%) |
| 2021-05-02 | 2021-05-02 | | 523.795(+0,35%) | 1.593(+0,13%) |
| 2021-05-03 | 2021-05-03 | | 525.567(+0,34%) | 1.596(+0,19%) |
| 2021-05-04 | 2021-05-04 | | 527.266(+0,32%) | 1.598(+0,13%) |
| 2021-05-05 | 2021-05-05 | | 529.220(+0,37%) | 1.601(+0,19%) |
| 2021-05-06 | 2021-05-06 | | 530.944(+0,33%) | 1.604(+0,19%) |
| 2021-05-07 | 2021-05-07 | | 532.710(+0,33%) | 1.607(+0,19%) |
| 2021-05-08 | 2021-05-08 | | 534.445(+0,33%) | 1.610(+0,19%) |
| 2021-05-09 | 2021-05-09 | | 536.017(+0,29%) | 1.613(+0,19%) |
| 2021-05-10 | 2021-05-10 | | 537.524(+0,28%) | 1.615(+0,12%) |
| 2021-05-11 | 2021-05-11 | | 539.138(+0,3%) | 1.617(+0,12%) |
| 2021-05-12 | 2021-05-12 | | 540.646(+0,28%) | 1.619(+0,12%) |
| 2021-05-13 | 2021-05-13 | | 542.158(+0,28%) | 1.623(+0,25%) |
| 2021-05-14 | 2021-05-14 | | 543.610(+0,27%) | 1.626(+0,18%) |
| 2021-05-15 | 2021-05-15 | | 544.931(+0,24%) | 1.629(+0,18%) |
| 2021-05-16 | 2021-05-16 | | 546.182(+0,23%) | 1.631(+0,12%) |
| 2021-05-17 | 2021-05-17 | | 547.411(+0,23%) | 1.633(+0,12%) |
| 2021-05-18 | 2021-05-18 | | 548.681(+0,23%) | 1.637(+0,24%) |
| 2021-05-19 | 2021-05-19 | | 550.029(+0,25%) | 1.639(+0,12%) |
| 2021-05-20 | 2021-05-20 | | 551.430(+0,25%) | 1.642(+0,18%) |
| 2021-05-21 | 2021-05-21 | | 552.920(+0,27%) | 1.644(+0,12%) |
| 2021-05-22 | 2021-05-22 | | 554.516(+0,29%) | 1.648(+0,24%) |
| 2021-05-23 | 2021-05-23 | | 556.107(+0,29%) | 1.651(+0,18%) |
| 2021-05-24 | 2021-05-24 | | 557.619(+0,27%) | 1.654(+0,18%) |
| 2021-05-25 | 2021-05-25 | | 559.291(+0,3%) | 1.658(+0,24%) |
| 2021-05-26 | 2021-05-26 | | 561.048(+0,31%) | 1.661(+0,18%) |
| 2021-05-27 | 2021-05-27 | | 563.215(+0,39%) | 1.664(+0,18%) |
| 2021-05-28 | 2021-05-28 | | 565.451(+0,4%) | 1.668(+0,24%) |
| 2021-05-29 | 2021-05-29 | | 567.263(+0,32%) | 1.673(+0,3%) |
| 2021-05-30 | 2021-05-30 | | 569.073(+0,32%) | 1.677(+0,24%) |
| 2021-05-31 | 2021-05-31 | | 570.836(+0,31%) | 1.680(+0,18%) |
| 2021-06-01 | 2021-06-01 | | 572.804(+0,34%) | 1.684(+0,24%) |
| 2021-06-02 | 2021-06-02 | | 574.958(+0,38%) | 1.686(+0,12%) |
| 2021-06-03 | 2021-06-03 | | 576.947(+0,35%) | 1.689(+0,18%) |
| 2021-06-04 | 2021-06-04 | | 579.009(+0,36%) | 1.691(+0,12%) |
| 2021-06-05 | 2021-06-05 | | 581.197(+0,38%) | 1.696(+0,3%) |
| 2021-06-06 | 2021-06-06 | | 583.071(+0,32%) | 1.699(+0,18%) |
| 2021-06-07 | 2021-06-07 | | 585.039(+0,34%) | 1.702(+0,18%) |
| 2021-06-08 | 2021-06-08 | | 587.244(+0,38%) | 1.704(+0,12%) |
| 2021-06-09 | 2021-06-09 | | 589.423(+0,37%) | 1.710(+0,35%) |
| 2021-06-10 | 2021-06-10 | | 591.613(+0,37%) | 1.717(+0,41%) |
| 2021-06-11 | 2021-06-11 | | 593.894(+0,39%) | 1.720(+0,17%) |
| 2021-06-12 | 2021-06-12 | | 596.017(+0,36%) | 1.724(+0,23%) |
| 2021-06-13 | 2021-06-13 | | 597.986(+0,33%) | 1.726(+0,12%) |
| 2021-06-14 | 2021-06-14 | | 599.823(+0,31%) | 1.730(+0,23%) |
| 2021-06-15 | 2021-06-15 | | 601.950(+0,35%) | 1.734(+0,23%) |
| 2021-06-16 | 2021-06-16 | | 603.961(+0,33%) | 1.738(+0,23%) |
| 2021-06-17 | 2021-06-17 | | 606.128(+0,36%) | 1.741(+0,17%) |
| 2021-06-18 | 2021-06-18 | | 608.070(+0,32%) | 1.747(+0,34%) |
| 2021-06-19 | 2021-06-19 | | 610.179(+0,35%) | 1.752(+0,29%) |
| 2021-06-20 | 2021-06-20 | | 612.029(+0,3%) | 1.757(+0,29%) |
| 2021-06-21 | 2021-06-21 | | 613.993(+0,32%) | 1.763(+0,34%) |
| 2021-06-22 | 2021-06-22 | | 616.160(+0,35%) | 1.767(+0,23%) |
| 2021-06-23 | 2021-06-23 | | 618.148(+0,32%) | 1.773(+0,34%) |
| 2021-06-24 | 2021-06-24 | | 620.309(+0,35%) | 1.775(+0,11%) |
| 2021-06-25 | 2021-06-25 | | 622.532(+0,36%) | 1.782(+0,39%) |
| 2021-06-26 | 2021-06-26 | | 624.814(+0,37%) | 1.792(+0,56%) |
| 2021-06-27 | 2021-06-27 | | 626.936(+0,34%) | 1.796(+0,22%) |
| 2021-06-28 | 2021-06-28 | | 628.976(+0,33%) | 1.802(+0,33%) |
| 2021-06-29 | 2021-06-29 | | 631.160(+0,35%) | 1.807(+0,28%) |
| 2021-06-30 | 2021-06-30 | | 632.907(+0,28%) | 1.811(+0,22%) |
| 2021-07-01 | 2021-07-01 | | 634.582(+0,26%) | 1.819(+0,44%) |
| 2021-07-02 | 2021-07-02 | | 636.245(+0,26%) | 1.825(+0,33%) |
| 2021-07-03 | 2021-07-03 | | 637.877(+0,26%) | 1.831(+0,33%) |
| 2021-07-04 | 2021-07-04 | | 639.476(+0,25%) | 1.834(+0,16%) |
| 2021-07-05 | 2021-07-05 | | 641.049(+0,25%) | 1.839(+0,27%) |
| 2021-07-06 | 2021-07-06 | | 642.601(+0,24%) | 1.843(+0,22%) |
| 2021-07-07 | 2021-07-07 | | 644.114(+0,24%) | 1.847(+0,22%) |
| 2021-07-08 | 2021-07-08 | | 645.653(+0,24%) | 1.849(+0,11%) |
| 2021-07-09 | 2021-07-09 | | 647.182(+0,24%) | 1.853(+0,22%) |
| 2021-07-10 | 2021-07-10 | | 648.702(+0,23%) | 1.860(+0,38%) |
| 2021-07-11 | 2021-07-11 | | 650.220(+0,23%) | 1.866(+0,32%) |
| 2021-07-12 | 2021-07-12 | | 651.762(+0,24%) | 1.870(+0,21%) |
| 2021-07-13 | 2021-07-13 | | 653.284(+0,23%) | 1.876(+0,32%) |
| 2021-07-14 | 2021-07-14 | | 654.813(+0,23%) | 1.880(+0,21%) |
| 2021-07-15 | 2021-07-15 | | 656.354(+0,24%) | 1.885(+0,27%) |
| 2021-07-16 | 2021-07-16 | | 657.884(+0,23%) | 1.892(+0,37%) |
| 2021-07-17 | 2021-07-17 | | 659.449(+0,24%) | 1.896(+0,21%) |
| 2021-07-18 | 2021-07-18 | | 660.978(+0,23%) | 1.898(+0,11%) |
| 2021-07-19 | 2021-07-19 | | 662.486(+0,23%) | 1.900(+0,11%) |
| 2021-07-20 | 2021-07-20 | | 664.027(+0,23%) | 1.904(+0,21%) |
| 2021-07-21 | 2021-07-21 | | 665.533(+0,23%) | 1.907(+0,16%) |
| 2021-07-22 | 2021-07-22 | | 667.080(+0,23%) | 1.910(+0,16%) |
| 2021-07-23 | 2021-07-23 | | 668.601(+0,23%) | 1.913(+0,16%) |
| 2021-07-24 | 2021-07-24 | | 670.108(+0,23%) | 1.916(+0,16%) |
| 2021-07-25 | 2021-07-25 | | 671.636(+0,23%) | 1.920(+0,21%) |
| 2021-07-26 | 2021-07-26 | | 673.185(+0,23%) | 1.927(+0,36%) |
| 2021-07-27 | 2021-07-27 | | 674.724(+0,23%) | 1.929(+0,1%) |
| 2021-07-28 | 2021-07-28 | | 676.251(+0,23%) | 1.934(+0,26%) |
| 2021-07-29 | 2021-07-29 | | 677.801(+0,23%) | 1.939(+0,26%) |
| 2021-07-30 | 2021-07-30 | | 679.321(+0,22%) | 1.943(+0,21%) |
| 2021-07-31 | 2021-07-31 | | 680.858(+0,23%) | 1.949(+0,31%) |
| 2021-08-01 | 2021-08-01 | | 682.377(+0,22%) | 1.951(+0,1%) |
| 2021-08-02 | 2021-08-02 | | 683.914(+0,23%) | 1.956(+0,26%) |
| 2021-08-03 | 2021-08-03 | | 685.462(+0,23%) | 1.960(+0,2%) |
| 2021-08-04 | 2021-08-04 | | 686.981(+0,22%) | 1.965(+0,26%) |
| 2021-08-05 | 2021-08-05 | | 688.489(+0,22%) | 1.967(+0,1%) |
| 2021-08-06 | 2021-08-06 | | 690.009(+0,22%) | 1.969(+0,1%) |
| 2021-08-07 | 2021-08-07 | | 691.554(+0,22%) | 1.971(+0,1%) |
| 2021-08-08 | 2021-08-08 | | 692.964(+0,2%) | 1.975(+0,2%) |
| 2021-08-09 | 2021-08-09 | | 694.285(+0,19%) | 1.978(+0,15%) |
| 2021-08-10 | 2021-08-10 | | 695.619(+0,19%) | 1.982(+0,2%) |
| 2021-08-11 | 2021-08-11 | | 696.906(+0,19%) | 1.988(+0,3%) |
| 2021-08-12 | 2021-08-12 | | 698.166(+0,18%) | 1.992(+0,2%) |
| 2021-08-13 | 2021-08-13 | | 699.381(+0,17%) | 1.994(+0,1%) |
| 2021-08-14 | 2021-08-14 | | 700.587(+0,17%) | 1.997(+0,15%) |
| 2021-08-15 | 2021-08-15 | | 701.776(+0,17%) | 2.001(+0,2%) |
| 2021-08-16 | 2021-08-16 | | 702.885(+0,16%) | 2.003(+0,1%) |
| 2021-08-17 | 2021-08-17 | | 704.000(+0,16%) | 2.006(+0,15%) |
| 2021-08-18 | 2021-08-18 | | 705.089(+0,15%) | 2.009(+0,15%) |
| 2021-08-19 | 2021-08-19 | | 706.166(+0,15%) | 2.012(+0,15%) |
| 2021-08-20 | 2021-08-20 | | 707.236(+0,15%) | 2.014(+0,1%) |
| 2021-08-21 | 2021-08-21 | | 708.302(+0,15%) | 2.018(+0,2%) |
| 2021-08-22 | 2021-08-22 | | 709.378(+0,15%) | 2.020(+0,1%) |
| 2021-08-23 | 2021-08-23 | | 710.438(+0,15%) | 2.024(+0,2%) |
| 2021-08-24 | 2021-08-24 | | 711.428(+0,14%) | 2.026(+0,1%) |
| 2021-08-25 | 2021-08-25 | | 712.411(+0,14%) | 2.028(+0,1%) |
| 2021-08-26 | 2021-08-26 | | 713.402(+0,14%) | 2.031(+0,15%) |
| 2021-08-27 | 2021-08-27 | | 714.396(+0,14%) | 2.035(+0,2%) |
| 2021-08-28 | 2021-08-28 | | 715.394(+0,14%) | 2.036(+0,05%) |
| 2021-08-29 | 2021-08-29 | | 716.381(+0,14%) | 2.038(+0,1%) |
| 2021-08-30 | 2021-08-30 | | 717.374(+0,14%) | 2.039(+0,05%) |
| 2021-08-31 | 2021-08-31 | | 718.370(+0,14%) | 2.041(+0,1%) |
| 2021-09-01 | 2021-09-01 | | 719.355(+0,14%) | 2.043(+0,1%) |
| 2021-09-02 | 2021-09-02 | | 720.330(+0,14%) | 2.043(=) |
| 2021-09-03 | 2021-09-03 | | 721.308(+0,14%) | 2.044(+0,05%) |
| 2021-09-04 | 2021-09-04 | | 722.292(+0,14%) | 2.045(+0,05%) |
| 2021-09-05 | 2021-09-05 | | 723.263(+0,13%) | 2.046(+0,05%) |
| 2021-09-06 | 2021-09-06 | | 724.240(+0,14%) | 2.048(+0,1%) |
| 2021-09-07 | 2021-09-07 | | 725.192(+0,13%) | 2.050(+0,1%) |
| 2021-09-08 | 2021-09-08 | | 726.025(+0,11%) | 2.053(+0,15%) |
| 2021-09-09 | 2021-09-09 | | 726.797(+0,11%) | 2.057(+0,19%) |
| 2021-09-10 | 2021-09-10 | | 727.541(+0,1%) | 2.060(+0,15%) |
| 2021-09-11 | 2021-09-11 | | 728.266(+0,1%) | 2.062(+0,1%) |
| 2021-09-12 | 2021-09-12 | | 728.886(+0,09%) | 2.062(=) |
| 2021-09-13 | 2021-09-13 | | 729.518(+0,09%) | 2.064(+0,1%) |
| 2021-09-14 | 2021-09-14 | | 730.135(+0,08%) | 2.066(+0,1%) |
| 2021-09-15 | 2021-09-15 | | 730.743(+0,08%) | 2.068(+0,1%) |
| 2021-09-16 | 2021-09-16 | | 731.307(+0,08%) | 2.069(+0,05%) |
| 2021-09-17 | 2021-09-17 | | 731.828(+0,07%) | 2.071(+0,1%) |
| 2021-09-18 | 2021-09-18 | | 732.299(+0,06%) | 2.073(+0,1%) |
| 2021-09-19 | 2021-09-19 | | 732.690(+0,05%) | 2.075(+0,1%) |
| 2021-09-20 | 2021-09-20 | | 733.003(+0,04%) | 2.077(+0,1%) |
| 2021-09-21 | 2021-09-21 | | 733.325(+0,04%) | 2.078(+0,05%) |
| 2021-09-22 | 2021-09-22 | | 733.643(+0,04%) | 2.080(+0,1%) |
| 2021-09-23 | 2021-09-23 | | 733.972(+0,04%) | 2.083(+0,14%) |
| 2021-09-24 | 2021-09-24 | | 734.275(+0,04%) | 2.086(+0,14%) |
| 2021-09-25 | 2021-09-25 | | 734.596(+0,04%) | 2.089(+0,14%) |
| 2021-09-26 | 2021-09-26 | | 734.894(+0,04%) | 2.090(+0,05%) |
| 2021-09-27 | 2021-09-27 | | 735.180(+0,04%) | 2.094(+0,19%) |
| 2021-09-28 | 2021-09-28 | | 735.457(+0,04%) | 2.094(=) |
| 2021-09-29 | 2021-09-29 | | 735.727(+0,04%) | 2.095(+0,05%) |
| 2021-09-30 | 2021-09-30 | | 735.992(+0,04%) | 2.097(+0,1%) |
| 2021-10-01 | 2021-10-01 | | 736.268(+0,04%) | 2.100(+0,14%) |
| 2021-10-02 | 2021-10-02 | | 736.524(+0,03%) | 2.100(=) |
| 2021-10-03 | 2021-10-03 | | 736.708(+0,02%) | 2.102(+0,1%) |
| 2021-10-04 | 2021-10-04 | | 736.897(+0,03%) | 2.103(+0,05%) |
| 2021-10-05 | 2021-10-05 | | 737.073(+0,02%) | 2.104(+0,05%) |
| 2021-10-06 | 2021-10-06 | | 737.229(+0,02%) | 2.107(+0,14%) |
| 2021-10-07 | 2021-10-07 | | 737.373(+0,02%) | 2.109(+0,09%) |
| 2021-10-08 | 2021-10-08 | | 737.509(+0,02%) | 2.111(+0,09%) |
| 2021-10-09 | 2021-10-09 | | 737.655(+0,02%) | 2.113(+0,09%) |
| 2021-10-10 | 2021-10-10 | | 737.766(+0,02%) | 2.113(=) |
| 2021-10-11 | 2021-10-11 | | 737.890(+0,02%) | 2.114(+0,05%) |
| 2021-10-12 | 2021-10-12 | | 738.026(+0,02%) | 2.115(+0,05%) |
| 2021-10-13 | 2021-10-13 | | 738.152(+0,02%) | 2.116(+0,05%) |
| 2021-10-14 | 2021-10-14 | | 738.268(+0,02%) | 2.117(+0,05%) |
| 2021-10-15 | 2021-10-15 | | 738.372(+0,01%) | 2.118(+0,05%) |
| 2021-10-16 | 2021-10-16 | | 738.487(+0,02%) | 2.118(=) |
| 2021-10-17 | 2021-10-17 | | 738.586(+0,01%) | 2.120(+0,09%) |
| 2021-10-18 | 2021-10-18 | | 738.690(+0,01%) | 2.120(=) |
| 2021-10-19 | 2021-10-19 | | 738.812(+0,02%) | 2.122(+0,09%) |
| 2021-10-20 | 2021-10-20 | | 738.924(+0,02%) | 2.124(+0,09%) |
| 2021-10-21 | 2021-10-21 | | 739.018(+0,01%) | 2.126(+0,09%) |
| 2021-10-22 | 2021-10-22 | | 739.106(+0,01%) | 2.128(+0,09%) |
| 2021-10-23 | 2021-10-23 | | 739.190(+0,01%) | 2.129(+0,05%) |
| 2021-10-24 | 2021-10-24 | | 739.284(+0,01%) | 2.130(+0,05%) |
| 2021-10-25 | 2021-10-25 | | 739.381(+0,01%) | 2.131(+0,05%) |
| 2021-10-26 | 2021-10-26 | | 739.471(+0,01%) | 2.134(+0,14%) |
| 2021-10-27 | 2021-10-27 | | 739.566(+0,01%) | 2.135(+0,05%) |
| 2021-10-28 | 2021-10-28 | | 739.654(+0,01%) | 2.135(=) |
| 2021-10-29 | 2021-10-29 | | 739.736(+0,01%) | 2.136(+0,05%) |
| 2021-10-30 | 2021-10-30 | | 739.824(+0,01%) | 2.136(=) |
| 2021-10-31 | 2021-10-31 | | 739.905(+0,01%) | 2.136(=) |
| 2021-11-01 | 2021-11-01 | | 739.983(+0,01%) | 2.136(=) |
| 2021-11-02 | 2021-11-02 | | 740.057(+0,01%) | 2.137(+0,05%) |
| 2021-11-03 | 2021-11-03 | | 740.136(+0,01%) | 2.137(=) |
| 2021-11-04 | 2021-11-04 | | 740.209(+0,01%) | 2.137(=) |
| 2021-11-05 | 2021-11-05 | | 740.289(+0,01%) | 2.138(+0,05%) |
| 2021-11-06 | 2021-11-06 | | 740.362(+0,01%) | 2.139(+0,05%) |
| 2021-11-07 | 2021-11-07 | | 740.432(+0,01%) | 2.140(+0,05%) |
| 2021-11-08 | 2021-11-08 | | 740.500(+0,01%) | 2.142(+0,09%) |
| 2021-11-09 | 2021-11-09 | | 740.572(+0,01%) | 2.142(=) |
| 2021-11-10 | 2021-11-10 | | 740.647(+0,01%) | 2.142(=) |
| 2021-11-11 | 2021-11-11 | | 740.729(+0,01%) | 2.142(=) |
| 2021-11-12 | 2021-11-12 | | 740.801(+0,01%) | 2.142(=) |
| 2021-11-13 | 2021-11-13 | | 740.879(+0,01%) | 2.143(+0,05%) |
| 2021-11-14 | 2021-11-14 | | 740.945(+0,01%) | 2.143(=) |
| 2021-11-15 | 2021-11-15 | | 741.006(+0,01%) | 2.144(+0,05%) |
| 2021-11-16 | 2021-11-16 | | 741.074(+0,01%) | 2.144(=) |
| 2021-11-17 | 2021-11-17 | | 741.148(+0,01%) | 2.144(=) |
| 2021-11-18 | 2021-11-18 | | 741.214(+0,01%) | 2.144(=) |
| 2021-11-19 | 2021-11-19 | | 741.291(+0,01%) | 2.144(=) |
| 2021-11-20 | 2021-11-20 | | 741.370(+0,01%) | 2.144(=) |
| 2021-11-21 | 2021-11-21 | | 741.433(+0,01%) | 2.144(=) |
| 2021-11-22 | 2021-11-22 | | 741.500(+0,01%) | 2.144(=) |
| 2021-11-23 | 2021-11-23 | | 741.570(+0,01%) | 2.144(=) |
| 2021-11-24 | 2021-11-24 | | 741.643(+0,01%) | 2.145(+0,05%) |
| 2021-11-25 | 2021-11-25 | | 741.720(+0,01%) | 2.145(=) |
| 2021-11-26 | 2021-11-26 | | 741.790(+0,01%) | 2.145(=) |
| 2021-11-27 | 2021-11-27 | | 741.858(+0,01%) | 2.145(=) |
| 2021-11-28 | 2021-11-28 | | 741.918(+0,01%) | 2.146(+0,05%) |
| 2021-11-29 | 2021-11-29 | | 741.976(+0,01%) | 2.146(=) |
| 2021-11-30 | 2021-11-30 | | 742.041(+0,01%) | 2.147(+0,05%) |
| 2021-12-01 | 2021-12-01 | | 742.109(+0,01%) | 2.148(+0,05%) |
| 2021-12-02 | 2021-12-02 | | 742.173(+0,01%) | 2.148(=) |
| 2021-12-03 | 2021-12-03 | | 742.227(+0,01%) | 2.148(=) |
| 2021-12-04 | 2021-12-04 | | 742.278(+0,01%) | 2.148(=) |
| 2021-12-05 | 2021-12-05 | | 742.328(+0,01%) | 2.148(=) |
| 2021-12-06 | 2021-12-06 | | 742.376(+0,01%) | 2.149(+0,05%) |
| 2021-12-07 | 2021-12-07 | | 742.438(+0,01%) | 2.149(=) |
| 2021-12-08 | 2021-12-08 | | 742.507(+0,01%) | 2.149(=) |
| 2021-12-09 | 2021-12-09 | | 742.567(+0,01%) | 2.149(=) |
| 2021-12-10 | 2021-12-10 | | 742.641(+0,01%) | 2.151(+0,09%) |
| 2021-12-11 | 2021-12-11 | | 742.719(+0,01%) | 2.151(=) |
| 2021-12-12 | 2021-12-12 | | 742.802(+0,01%) | 2.151(=) |
| 2021-12-13 | 2021-12-13 | | 742.894(+0,01%) | 2.151(=) |
| 2021-12-14 | 2021-12-14 | | 743.004(+0,01%) | 2.151(=) |
| 2021-12-15 | 2021-12-15 | | 743.152(+0,02%) | 2.151(=) |
| 2021-12-16 | 2021-12-16 | | 743.352(+0,03%) | 2.151(=) |
| 2021-12-17 | 2021-12-17 | | 743.586(+0,03%) | 2.151(=) |
| 2021-12-18 | 2021-12-18 | | 743.852(+0,04%) | 2.151(=) |
| 2021-12-19 | 2021-12-19 | | 744.137(+0,04%) | 2.151(=) |
| 2021-12-20 | 2021-12-20 | | 744.438(+0,04%) | 2.152(+0,05%) |
| 2021-12-21 | 2021-12-21 | | 744.890(+0,06%) | 2.154(+0,09%) |
| 2021-12-22 | 2021-12-22 | | 745.555(+0,09%) | 2.154(=) |
| 2021-12-23 | 2021-12-23 | | 746.557(+0,13%) | 2.154(=) |
| 2021-12-24 | 2021-12-24 | | 747.909(+0,18%) | 2.155(+0,05%) |
| 2021-12-25 | 2021-12-25 | | 749.530(+0,22%) | 2.156(+0,05%) |
| 2021-12-26 | 2021-12-26 | | 751.333(+0,24%) | 2.158(+0,09%) |
| 2021-12-27 | 2021-12-27 | | 753.065(+0,23%) | 2.159(+0,05%) |
| 2021-12-28 | 2021-12-28 | | 754.911(+0,25%) | 2.160(+0,05%) |
| 2021-12-29 | 2021-12-29 | | 757.145(+0,3%) | 2.160(=) |
| 2021-12-30 | 2021-12-30 | | 759.511(+0,31%) | 2.162(+0,09%) |
| 2021-12-31 | 2021-12-31 | | 761.937(+0,32%) | 2.164(+0,09%) |
| 2022-01-01 | 2022-01-01 | | 764.493(+0,34%) | 2.165(+0,05%) |
| 2022-01-02 | 2022-01-02 | | 767.093(+0,34%) | 2.168(+0,14%) |
| 2022-01-03 | 2022-01-03 | | 769.608(+0,33%) | 2.169(+0,05%) |
| 2022-01-04 | 2022-01-04 | | 772.189(+0,34%) | 2.170(+0,05%) |
| 2022-01-05 | 2022-01-05 | | 774.897(+0,35%) | 2.170(=) |
| 2022-01-06 | 2022-01-06 | | 777.584(+0,35%) | 2.170(=) |
| 2022-01-07 | 2022-01-07 | | 780.211(+0,34%) | 2.170(=) |
| 2022-01-08 | 2022-01-08 | | 782.866(+0,34%) | 2.173(+0,14%) |
| 2022-01-09 | 2022-01-09 | | 785.625(+0,35%) | 2.174(+0,05%) |
| 2022-01-10 | 2022-01-10 | | 788.187(+0,33%) | 2.174(=) |
| 2022-01-11 | 2022-01-11 | | 790.698(+0,32%) | 2.177(+0,14%) |
| Nguồn: Cơ quan quản lý thảm họa và khủng hoảng khẩn cấp quốc gia (NCEMA) qua website chính thức | | | | |

### Tháng 1
Vào ngày 23 tháng 1, Sân bay Quốc tế Abu Dhabi và Sân bay Quốc tế Dubai thông báo rằng khách du lịch đến trực tiếp từ Trung Quốc sẽ được kiểm tra nhiệt độ.
Vào ngày 29 tháng 1, trường hợp đầu tiên ở UAE được xác nhận là một phụ nữ 73 tuổi có quốc tịch Trung Quốc đến nước này trong kỳ nghỉ với gia đình từ Vũ Hán. Gia đình bốn người, mẹ 36 tuổi, cha 38 tuổi, đứa trẻ 10 tuổi, và bà cụ 73 tuổi đến Emirates vào ngày 16 tháng 1 và đưa bà ngoại đến một bác sĩ có triệu chứng giống cúm vào ngày 23 tháng 1, nơi phát hiện ra rằng gia đình bị nhiễm bệnh. Thông báo dẫn đến việc bán hết mặt nạ trên khắp UAE.
Vào ngày 31 tháng 1, trường hợp thứ năm của coronavirus tại UAE đã được xác nhận, ở một người đã đi từ Vũ Hán đến Dubai. Cơ quan Y tế Dubai (DHA) đã chỉ đạo tất cả các bệnh viện được DHA cấp phép xem xét tất cả các trường hợp nghi ngờ và được xác nhận là cấp cứu và bệnh nhân sẽ được điều trị miễn phí, kể cả những bệnh nhân không có bảo hiểm.

### Tháng 2
Vào ngày 8 tháng 2, trường hợp thứ sáu và thứ bảy, của người Trung Quốc và quốc tịch Philippines 43 tuổi, đã được xác nhận.
Vào ngày 9 tháng 2, bệnh nhân đầu tiên, một phụ nữ Trung Quốc 73 tuổi, đã được đưa ra sau khi được chữa khỏi.
Vào ngày 10 tháng 2, trường hợp thứ tám được xác nhận là một người nước ngoài Ấn Độ, người đã tiếp xúc với một người được chẩn đoán gần đây.
Vào ngày 14 tháng 2, thêm hai bệnh nhân đã hồi phục và được xuất viện. Hai bệnh nhân là một người cha Trung Quốc 41 tuổi và cậu bé tám tuổi.
Vào ngày 16 tháng 2, trường hợp thứ chín được xác nhận là một người đàn ông Trung Quốc 37 tuổi.
Vào ngày 21 tháng 2, trường hợp thứ mười và mười một được xác nhận là quốc tịch Philippines 34 tuổi và quốc tịch Bangladesh 39 tuổi, có liên hệ với một công dân Trung Quốc được chẩn đoán nhiễm virus.
Vào ngày 22 tháng 2, chính phủ đã thông báo rằng có thêm hai người, một du khách Iran 70 tuổi và người vợ 64 tuổi của ông đã được chẩn đoán, đưa tổng số lên mười ba.
Vào ngày 27 tháng 2, thêm sáu trường hợp mới được công bố, bao gồm bốn người Iran, một người Bahrain và một người quốc tịch Trung Quốc. Cùng ngày, người ta đã tuyên bố rằng trường hợp 2, của một phụ nữ Trung Quốc 36 tuổi và một người Trung Quốc 37 tuổi khác đã được xuất viện sau khi hồi phục.
Vào ngày 28 tháng 2, hai kỹ thuật viên người Ý đến thăm đất nước này để tham gia Tour du lịch UAE, một cuộc đua xe đạp cấp cao nhất, đã được thử nghiệm tích cực. 612 người tham gia Tour du lịch UAE đã bị cách ly trong nhà và khách sạn W Abu Dhabi và khách sạn Crowne Plaza Abu Dhabi, cả ở đảo Yas, và hai khách sạn đã bị khóa. 612 người đã được sàng lọc và kết quả là âm tính.

### Tháng 3
Vào ngày 3 tháng 3, thêm sáu người đã thử nghiệm dương tính với Covid-19 tại UAE, Bộ Y tế và Phòng chống cho biết hôm thứ ba, nâng tổng số người nhiễm bệnh lên 27. Các bệnh nhân bao gồm hai người Nga, hai người Ý, một người Đức và một công dân Colombia, người đã tiếp xúc với hai người tham gia Tour du lịch UAE của Ý, người đã thử nghiệm dương tính với coronavirus vào cuối tuần.
Vào ngày 4 tháng 3, nữ sinh viên Ấn Độ 16 tuổi ở Dubai đã thử nghiệm dương tính với virus corona sau khi ký hợp đồng với cha mẹ cô đã trở về sau khi đi du lịch nước ngoài. Cha mẹ đã phát triển các triệu chứng năm ngày sau khi trở về Dubai. Cả học sinh và gia đình cô đều bị cách ly.
Vào ngày 5 tháng 3, Bộ Y tế và Phòng chống xác nhận rằng một nam sinh viên 17 tuổi người Dubai đã thử nghiệm dương tính với coronavirus và không cho thấy triệu chứng nào của nó. Học sinh hiện đang ổn định và đang nhận được sự chăm sóc sức khỏe cần thiết.
Vào ngày 7 tháng 3, hai bệnh nhân Trung Quốc đã hồi phục, nâng tổng số ca hồi phục ở UAE lên bảy. Hai người phục hồi, một người cha 38 tuổi và đứa con 10 tuổi của anh ta, là người trong gia đình đầu tiên nhiễm virus, và tất cả các thành viên của gia đình Trung Quốc hiện không có virus. Cùng ngày, đã có thông báo rằng 15 trường hợp có quốc tịch khác nhau đã cho kết quả dương tính với vi-rút, chiếm tới 45 tổng số ca nhiễm trong cả nước. 13 trường hợp bao gồm một cá nhân mỗi người từ Thái Lan, Trung Quốc, Morocco và Ấn Độ, hai cá nhân từ Ả Rập Saudi, Ethiopia, Iran và ba cá nhân từ UAE đã được phát hiện thông qua báo cáo sớm của các cá nhân. Tất cả những trường hợp này đến từ nước ngoài. Hai trường hợp, mỗi người từ UAE và Ai Cập, đã được chẩn đoán nhiễm virus bởi hệ thống giám sát tích cực vì có liên hệ chặt chẽ với các trường hợp được xác nhận đã công bố trước đây liên quan đến Tour du lịch UAE.
Vào ngày 9 tháng 3, UAE đã ghi nhận 14 trường hợp nhiễm coronavirus mới, Bộ Y tế và Phòng chống cho biết hôm thứ Hai, nâng tổng số trường hợp được báo cáo lên 59. Trong một tuyên bố, Bộ Y tế cho biết các vụ việc liên quan đến bốn người Dubai, ba người Ý, hai người Bangladesh, hai người Nepal, một người Nga, một người Ấn Độ và một công dân Syria. Cùng ngày, có thông báo rằng hai người Dubai, hai người Ethiopia và một người Thái Lan đã khỏi bệnh do virus, mang đến 12 trường hợp đã hồi phục trong cả nước.
Vào ngày 10 tháng 3, Bộ Y tế và Phòng chống UAE hôm thứ ba đã xác nhận 15 trường hợp mới, nâng tổng số người nhiễm bệnh ở nước này lên 74. 15 trường hợp liên quan đến ba người Ý, hai người Dubai, hai người Anh, hai người Sri Lanka, hai người Ấn Độ, một người Đức, một người Nam Phi, một người Tanzania và một người Iran. Cùng ngày, đã có thông báo rằng năm trường hợp đã được phục hồi, bao gồm ba người Dubai, một người Ai Cập và một người Ma Rốc.
Vào ngày 12 tháng 3, 11 trường hợp mới đã được công bố, nâng tổng số trường hợp tại UAE lên 85. Các cá nhân đã được kiểm dịch vì các trường hợp nghi ngờ sau khi họ vào UAE và theo dõi xét nghiệm và giám sát cần thiết, các cá nhân được xác nhận là dương tính. 11 cá nhân được chẩn đoán bao gồm hai người Ý, hai người Philippines, một người Goth, một người Canada, một người Đức, một người Pakistan, một người Dubai, một người Nga và một công dân Anh. Cùng ngày, một thông báo rằng một người Bangladesh, một người Trung Quốc và một người Ý đã khỏi bệnh do virus, nâng tổng số ca bệnh được phục hồi ở nước này lên 20.
Vào ngày 15 tháng 3, 12 trường hợp mới đã được xác nhận, nâng tổng số trường hợp lên 98. Các bệnh nhân là ba người Ấn Độ và một người đến từ UAE, Philippines, Nam Phi, Úc, Trung Quốc, Lebanon, Anh, Ý và Iran. Cùng ngày, 3 người đã khỏi bệnh do virus mang tổng số lên 26, hai người là hai người Dubai và một người Ấn Độ. Vào ngày 18 tháng 3, 15 trường hợp mới đã được công bố, với tổng số người nhiễm bệnh lên tới 113 người. Bệnh nhân đến từ Kyrgyzstan, Serbia, Ý, Hà Lan, Úc, Đức, Mỹ, Hy Lạp, Nga, Ukraine, Bangladesh, Anh và Tây Ban Nha. Vào ngày 19 tháng 3, UAE đã xác nhận 27 trường hợp mới của coronavirus mới vào thứ năm cùng với 30 lần phục hồi. Tổng số trường hợp Covid-19 tại UAE là 140, Bộ Y tế và Phòng chống cho biết hôm nay trong một cuộc họp báo. Bác sĩ Farida Al Hosani, Giám đốc Khoa Truyền nhiễm tại Sở Y tế cho biết tổng số ca mắc bệnh đã lên tới 140. Bà cho biết thêm năm trường hợp đã hồi phục trong đó có ba người Dubai, một người Syria và một người Sri Lanka. Vào ngày 20 tháng 3, hai cái chết đầu tiên đã được xác nhận.
Vào ngày 21 tháng 3, Dubai bắt đầu chiến dịch khử trùng kéo dài 11 ngày như một nỗ lực để ngăn chặn coronavirus. Cùng ngày, có 7 trường hợp phục hồi, tuy nhiên, có 13 trường hợp mới. Vào ngày 22 tháng 3, Emirates tuyên bố sẽ đình chỉ tất cả các chuyến bay chở khách có hiệu lực vào ngày 25 tháng 3 để đáp ứng cho coronavirus, nhưng sẽ tiếp tục khai thác các chuyến bay chở hàng cho các mặt hàng thiết yếu.
Vào ngày 23 tháng 3, UAE công bố 45 trường hợp coronavirus mới. Tổng số trường hợp được báo cáo trong nước hiện là 198. Chính phủ kêu gọi mọi người ở trong nhà của họ và chỉ rời khỏi nhà để cấp cứu hoặc làm việc, Bộ Nội vụ cho biết. Chính phủ đóng cửa trung tâm trong hai tuần. Chợ cá, thịt và rau cũng đóng cửa trong thời gian tái tạo hai tuần. Chính phủ cũng đình chỉ tất cả các chuyến bay chở khách và quá cảnh. Việc tạm dừng các chuyến bay sẽ bắt đầu vào lúc 23:59 (giờ địa phương của UAE) vào thứ Tư ngày 25 tháng 3 và sẽ kéo dài trong 14 ngày đầu tiên, theo các chỉ thị tiếp theo của các cơ quan có liên quan.
Vào ngày 24 tháng 3, TRA mở khóa Skype for Business, Google Hangouts trong bối cảnh COVID-19 bùng phát. TRA giải thích rằng giờ đây cư dân sẽ có thể sử dụng Microsoft Teams, Zoom và Blackboard, có sẵn trên tất cả các mạng trong cả nước. Microsoft Skype for Business và Google Hangouts tương thích với các mạng internet cố định. 4 trường hợp phục hồi mới và 50 trường hợp mới đã được xác nhận. Những trường hợp mới này nằm trong số những cá nhân có liên hệ chặt chẽ với các trường hợp được công bố trước đó, cũng như những người trở về từ nước ngoài. Tổng số trường hợp được xác nhận tại UAE hiện ở mức 248.

## Số liệu thống kê
Bản mẫu:2019–20 coronavirus pandemic data/United Arab Emirates medical cases
Bản mẫu:2019–20 coronavirus pandemic data/United Arab Emirates medical cases
1. 1 2 3 4 5  Ritchie, Hannah; Mathieu, Edouard; Rodés-Guirao, Lucas; Appel, Cameron; Giattino, Charlie; Ortiz-Ospina, Esteban; Hasell, Joe; Macdonald, Bobbie; Beltekian, Diana; Dattani, Saloni; Roser, Max (2020–2021). "Coronavirus Pandemic (COVID-19)". Our World in Data (bằng tiếng Anh). Truy cập ngày 3 tháng 3 năm 2025.
2. ↑  Turak, Natasha (ngày 29 tháng 1 năm 2020). "https://www.cnbc.com/2020/01/29/first-middle-east-cases-of-coronavirus-confirmed-in-the-uae.html" CNBC.com. Retrieved ngày 19 tháng 3 năm 2020.
3. ↑  Reuters (ngày 23 tháng 1 năm 2020). "China coronavirus outbreak: Dubai to screen passengers". Khaleej Times. Truy cập ngày 23 tháng 1 năm 2020. {{Chú thích web}}: |tác giả= có tên chung (trợ giúp)
4. ↑  Kamel, Deena (ngày 23 tháng 1 năm 2020). "Abu Dhabi and Dubai airports to screen passengers for China coronavirus". The National. Truy cập ngày 25 tháng 1 năm 2020.
5. ↑  Hammond, Ashley; Chaudhary, Suchitra Bajpai; Hilotin, Jay (ngày 10 tháng 2 năm 2020). "Watch: How the first coronavirus case in UAE was cured". Gulf News. Truy cập ngày 11 tháng 2 năm 2020.
6. ↑  Nandkeolyar, Karishma (ngày 29 tháng 1 năm 2020). "Coronavirus in UAE: Four of a family infected". Gulf News. Bản gốc lưu trữ ngày 29 tháng 1 năm 2020. Truy cập ngày 29 tháng 1 năm 2020.
7. 1 2  "Six new cases of coronavirus reported in UAE". gulfnews.com.
8. 1 2  "15 new cases of coronavirus in the UAE, 2 Chinese patients recover". gulfnews.com (bằng tiếng Anh). Truy cập ngày 7 tháng 3 năm 2020.
9. ↑  Duncan, Gillian; Gautam, Shuchita (ngày 29 tháng 1 năm 2020). "Coronavirus: UAE records first case". The National. Bản gốc lưu trữ ngày 29 tháng 1 năm 2020. Truy cập ngày 29 tháng 1 năm 2020.
10. ↑  Gautam, Shuchita (ngày 29 tháng 1 năm 2020). "Coronavirus: face masks sell out across the UAE". The National. Bản gốc lưu trữ ngày 29 tháng 1 năm 2020. Truy cập ngày 29 tháng 1 năm 2020.
11. ↑  Ahmed, Ashfaq (ngày 29 tháng 1 năm 2020). "Coronavirus: Most pharmacies in the UAE run out of face mask as residents rush to take protective measures". Gulf News. Bản gốc lưu trữ ngày 29 tháng 1 năm 2020. Truy cập ngày 29 tháng 1 năm 2020.
12. ↑  "UAE announces new coronavirus case". The National. Bản gốc lưu trữ ngày 1 tháng 2 năm 2020. Truy cập ngày 1 tháng 2 năm 2020.
13. ↑  Gokulan, Dhanusha. "Coronavirus cases in UAE to be treated free of cost, insurance not necessary". Khaleej Times. Bản gốc lưu trữ ngày 6 tháng 2 năm 2020. Truy cập ngày 8 tháng 2 năm 2020.
14. ↑  "2 new cases of coronavirus in UAE". Gulf News. ngày 8 tháng 2 năm 2020. Truy cập ngày 8 tháng 2 năm 2020.
15. ↑  Hilotin, Jay (ngày 8 tháng 2 năm 2020). "Chinese, Filipino diagnosed with coronavirus in UAE, bringing total cases to 7". Gulf News. Truy cập ngày 8 tháng 2 năm 2020.
16. ↑  Tesorero, Angel (ngày 20 tháng 2 năm 2020). "Condition of Filipino coronavirus patient in UAE 'not improving', says diplomat". Gulf News. Truy cập ngày 23 tháng 2 năm 2020.
17. ↑  Abueish, Tamara (ngày 9 tháng 2 năm 2020). "Woman infected with coronavirus cured: UAE". Al Arabiya English. Truy cập ngày 11 tháng 2 năm 2020.
18. ↑  Hilotin, Jay (ngày 11 tháng 2 năm 2020). "Indian expat in UAE found infected by coronavirus". Gulf News. Truy cập ngày 11 tháng 2 năm 2020.
19. ↑  "UAE announces recovery of two new coronavirus patients". Gulf News. ngày 14 tháng 2 năm 2020. Truy cập ngày 16 tháng 2 năm 2020.
20. ↑  "UAE announces ninth case of coronavirus". gulfnews.com (bằng tiếng Anh). Truy cập ngày 22 tháng 2 năm 2020.
21. ↑  "UAE records two new coronavirus cases, total number reaches 11". Reuters (bằng tiếng Anh). ngày 21 tháng 2 năm 2020. Truy cập ngày 22 tháng 2 năm 2020.
22. ↑  "Iranian couple diagnosed with COVID-19 in UAE, taking number of cases to 13". gulfnews.com.
23. ↑  "Coronavirus: UAE Tour cancelled and dozens quarantined as two participants test positive". The National (bằng tiếng Anh). Truy cập ngày 28 tháng 2 năm 2020.
24. ↑  Aarons, Ed (ngày 27 tháng 2 năm 2020). "Chris Froome facing coronavirus test after UAE Tour is cancelled". The Guardian (bằng tiếng Anh). ISSN 0261-3077. Truy cập ngày 28 tháng 2 năm 2020.
25. ↑  "Cycle stars in lockdown as two Gulf hotels isolated over coronavirus scare". Reuters (bằng tiếng Anh). ngày 28 tháng 2 năm 2020. Truy cập ngày 29 tháng 2 năm 2020.
26. ↑  Sebugwaawo, Ismail. "21 confirmed cases of coronavirus in UAE: Ministry". Khaleej Times (bằng tiếng Anh). Truy cập ngày 29 tháng 2 năm 2020.
27. ↑  "Cycle stars in lockdown as two UAE hotels isolated over coronavirus scare". www.gulftoday.ae. Truy cập ngày 29 tháng 2 năm 2020.
28. ↑  "Coronavirus: UAE announces six more cases of Covid-19". thenational.ae.
29. ↑  "Coronavirus: Dubai school pupil tests positive for Covid-19". The National (bằng tiếng Anh). Truy cập ngày 4 tháng 3 năm 2020.
30. ↑  "New 30th coronavirus case confirmed on student". Gulf News.
31. ↑  "UAE announces recovery of two cases of COVID-19". wam. Truy cập ngày 7 tháng 3 năm 2020.
32. ↑  Khalid, Tuqa (ngày 7 tháng 3 năm 2020). "UAE confirms 15 new coronavirus cases bringing total up to 45". Al Arabiya English. Truy cập ngày 7 tháng 3 năm 2020.
33. ↑  "Health ministry reports 14 new coronavirus cases". Wam. ngày 9 tháng 3 năm 2020. Truy cập ngày 9 tháng 3 năm 2020.
34. ↑  "14 new cases of COVID-19 in the UAE". Gulf News. ngày 9 tháng 3 năm 2020. Truy cập ngày 9 tháng 3 năm 2020.
35. ↑  "Five more coronavirus patients recover in UAE: Health Ministry". Wam. ngày 9 tháng 3 năm 2020. Truy cập ngày 9 tháng 3 năm 2020.
36. ↑  Wam. "Coronavirus in UAE: 15 new cases announced". Khaleej Times (bằng tiếng Anh). Truy cập ngày 10 tháng 3 năm 2020.
37. ↑  5 حالات شفاء إضافية لمصابين بفيروس كورونا المستجد في الدولة [Five additional recovery cases from the Coronavirus in the country]. Wam (bằng tiếng Ả Rập). ngày 10 tháng 3 năm 2020. Truy cập ngày 10 tháng 3 năm 2020.
38. ↑  Salman, Nour (ngày 12 tháng 3 năm 2020). "11 new COVID-19 cases in UAE: MoHAP". Wam. Truy cập ngày 12 tháng 3 năm 2020.
39. ↑  "Coronavirus: UAE confirms 11 new cases of Covid-19". Khaleej Times. Truy cập ngày 2 tháng 10 năm 2024.
40. ↑  Alfaham, Tariq (ngày 12 tháng 3 năm 2020). "Three more people recover from coronavirus in UAE". Wam. Truy cập ngày 13 tháng 3 năm 2020.
41. ↑  "12 new cases of COVID-19 in the UAE". The National.
42. ↑  "3 new COVID-19 recoveries in the UAE". The National.
43. ↑  "Coronavirus: UAE announces 15 new cases of Covid-19  The National". The National. Truy cập ngày 2 tháng 10 năm 2024.
44. ↑  Sebugwaawo, Ismail. "Coronavirus in UAE: 27 new cases confirmed". Khaleej Times (bằng tiếng Anh). Truy cập ngày 19 tháng 3 năm 2020.
45. ↑  https://www.nytimes.com/reuters/2020/03/20/world/middleeast/20reuters-health-coronavirus-emirates-tally.html
46. ↑  Tesorero, Angel; Nasrallah, Tawfiq (ngày 20 tháng 3 năm 2020). "Watch: Dubai starts massive coronavirus sterilisation drive". Gulf News. Truy cập ngày 20 tháng 3 năm 2020.
47. ↑  "Covid-19 in UAE: 13 new cases, 7 recoveries confirmed". Khaleej Times. Bản gốc lưu trữ ngày 21 tháng 3 năm 2020. Truy cập ngày 2 tháng 10 năm 2024.
48. ↑  "Dubai's Emirates cuts passenger flights to 13 destinations". Truy cập ngày 2 tháng 10 năm 2024.
49. ↑  "COVID-19: UAE announces 45 new coronavirus cases". gulfnews.com.
50. ↑  "Coronavirus: UAE urges people to stay in their homes". gulfnews.com.
51. ↑  "Coronavirus: UAE shuts malls for two weeks". gulfnews.com.
52. ↑  "Coronavirus: UAE suspends all passenger and transit flights". gulfnews.com.
53. ↑  "UAE: TRA unblocks Skype for Business, Google Hangouts amid COVID-19 outbreak". gulfnews.com.
54. ↑  "Coronavirus in UAE: 50 new cases confirmed". www.khaleejtimes.com/.